# Jake Wesley Rogers
Jake Wesley Rogers (sinh ngày 19 tháng 12 năm 1996) là một ca sĩ và nhạc sĩ người Hoa Kỳ.

## Tiểu sử
Rogers lớn lên ở Springfield, Missouri, nơi anh học chơi guitar năm 6 tuổi và bắt đầu chơi piano và luyện giọng ở tuổi 12. Anh bắt đầu biểu diễn trong các vở kịch từ năm lớp 5 và viết bài hát ngay sau đó. Khi còn trẻ, anh ấy đã tham dự các buổi hòa nhạc thành lập cho các nghệ sĩ như Lady Gaga và Nelly Furtado. Anh ấy công khai là đồng tính luyến ái vào năm lớp sáu, và mặc dù được gia đình ủng hộ nhưng anh ấy cảm thấy mình phải che giấu xu hướng của mình do môi trường văn hóa ở quê hương anh ấy.
Rogers chuyển đến Nashville, Tennessee năm 18 tuổi để học sáng tác tại Đại học Belmont. Trong năm đầu tiên, buổi biểu diễn trực tiếp của Rogers đã thu hút sự quan tâm của Sony/ATV, dẫn đến một hợp đồng xuất bản. Anh tốt nghiệp năm 2018.

## Sự nghiệp

### 2016–2020:Khởi đầu sự nghiệp
Rogers bắt đầu phát hành âm nhạc một cách độc lập vào năm 2016, dẫn đến EP đầu tay Evergreen vào tháng 6 năm 2017. Sau khi phát hành hai đĩa đơn tiếp theo "Jacob from the Bible" và "Little Queen" lần lượt vào tháng 2 và tháng 3 năm 2019, Rogers đã phát hành EP Spiritual thứ hai vào tháng 4 2019, tiếp theo là chuyến lưu diễn châu Âu và buổi biểu diễn trên BBC Radio 4 vào mùa thu năm đó.
Vào tháng 11 năm 2020, Rogers được giới thiệu trong giám đốc điều hành nhạc phim Happiest Season do Justin Tranter sản xuất, cùng với một số nghệ sĩ và nhạc sĩ LGBTQ khác.

### 2021–nay:Ký hợp đồng với Warner Records
Vào tháng 5 năm 2021, có thông tin tiết lộ rằng Rogers đã ký hợp đồng với Warner Records thông qua Facet Records của Tranter. Người quản lý của Rogers, Lucas Canzona, đã thu hút sự chú ý của Tranter vào năm 2019 với một email nêu bật buổi biểu diễn trực tiếp đĩa đơn "Jacob from the Bible" của Rogers. Tranter đã thu hút sự chú ý của Rogers đến Giám đốc điều hành kiêm đồng chủ tịch của Warner Records Aaron Bay-Schuck, người đã bị "hớp hồn" bởi buổi biểu diễn trực tiếp của Rogers và cả hai đã ký hợp đồng với Rogers vào cuối năm 2020. Rogers đã phát hành đĩa đơn đầu tay của hãng lớn "Middle of Love" cùng với thông báo. Đĩa đơn được đồng sáng tác với Tranter và Eren Cannata, là sản phẩm đầu tiên từ EP sắp ra mắt năm 2021 của Rogers. Rogers phát hành đĩa đơn tiếp theo "Momentary" vào tháng 6 năm 2020. Rogers ra mắt truyền hình vào ngày 5 tháng 10 năm 2021 trên The Late Late Show with James Corden (Phần 7, Tập 17), biểu diễn bài hát "Middle of Love". Rogers sẽ xuất hiện với tư cách là người mở màn trong Chuyến tham quan Reverie của Ben Platt vào tháng 9 và tháng 10 năm 2022. Rogers cũng sẽ xuất hiện như một tiết mục mở đầu trong Panic! at the Disco's Viva Las Vengeance Tour vào tháng 9 và tháng 10 năm 2022.

## Danh sách đĩa nhạc

### Đĩa mở rộng
| Tựa đề    | Album |
| --------- | --- |
| Evergreen | - Phát hành: Ngày 16 tháng 06 năm 2017 - Định dạng: tải xuống kỹ thuật số, phát trực tuyến - Hãng đĩa: Tự tung tự tác               |
| Spiritual | - Phát hành: Ngày 5 tháng 4 năm 2019 - Định dạng: tải xuống kỹ thuật số, phát trực tuyến - Hãng đĩa: Tự tung tự tác                 |
| Pluto     | - Phát hành: Ngày 1 tháng 10 năm 2021 - Định dạng: tải xuống kỹ thuật số, phát trực tuyến - Hãng đĩa: Facet Records/Warner Records  |
| LOVE      | - Phát hành: Ngày 21 tháng 10 năm 2022 - Định dạng: tải xuống kỹ thuật số, phát trực tuyến - Hãng đĩa: Facet Records/Warner Records |

### Đĩa đơn
| Tựa đề                  | Năm  | Album     |
| ----------------------- | ---- | --------- |
| "You Should Know"       | 2017 | Evergreen |
| "Jacob From the Bible"  | 2019 | Spiritual |
| "Little Queen"          | 2019 | Spiritual |
| "Middle of Love"        | 2021 | Pluto     |
| "Momentary"             | 2021 | Pluto     |
| "Weddings and Funerals" | 2021 | Pluto     |